# Островки (Желаньинское сельское поселение)
Островки — деревня в Угранском районе Смоленской области России. Входит в состав Знаменского сельского поселения. До 2017 года входила в состав Желаньинского сельского поселения. 
Население — 2 жителя (2007 год). 
Расположена в юго-восточной части области в 14 км к северо-востоку от Угры, в 8 км южнее автодороги Р132 Вязьма — Калуга — Тула — Рязань, на берегу реки 13. В км западнее от деревни находится железнодорожная станция Дебрянский на линии Торжок-Брянск. 

## История
В годы Великой Отечественной войны деревня была оккупирована гитлеровскими войсками в октябре 1941 года, освобождена в марте 1943 года.